# Lapinluoma (vattendrag)
Lapinluoma är ett vattendrag i Finland.   Det ligger i landskapet Södra Österbotten, i den sydvästra delen av landet, 300 km nordväst om huvudstaden Helsingfors.